# Tak & Wak
Tak & Wak, im Original auch Tak et Wak, ist eine ursprünglich französische Lernspielreihe für PC, die von der Firma Kidoclic / Hortus Soft SA entwickelt wurde.

## Konzept und Inhalt
Das Projekt wurde 1999 gegründet und 2002 aufgelöst. Es richtete sich an Kinder zwischen 4 und 8 Jahren. In jedem Spiel gibt es verschiedene Aktivitäten wie Rätsel, Spiele, Malprogramme, Memorys, Lieder und Sachgeschichten bzw. Reportagen über Tiere, alltägliche Dinge wie die Erde etc. In Tak & Wak von 1 bis Z gibt es sogar ein Rechenprogramm zum Lösen von Plus- und Minusaufgaben bis 20 sowie „Wak's Wörterbuch“, ein kindgerechtes Wörterbuch zur Festigung des Wortschatzes. Der deutsche Softwareverlag Cdv Software Entertainment veröffentlichte im deutschsprachigen Raum insgesamt drei Spiele:
- 2001: Tak & Wak: Entdecke unsere Erde, OCLC 76296745 (frz.: Tak & Wak découvrent notre terre, OCLC 493174312)
- 2001: Tak & Wak warten auf’s Christkind, OCLC 76333444 (frz.: Tak & Wak préparent Noël, OCLC 493175544)
- 2001: Tak & Wak von 1 bis Z!, OCLC 76404475 (frz.: Tak & Wak de 1 … à Z, OCLC 493174304)

Diese Ausgaben passen sich zusätzlich den Jahreszeiten und besonderen Anlässen an.
Daneben wurden Tak & Wak in der von 2001 bis 2002 veröffentlichten, vierteiligen Zeitschrift Klickmaus (OCLC 76192277) des deutschen TREND-Verlag verwendet:
- Ran an die Maus mit Tak & Wak*
- Ausgabe 4: Fit für die Schule mit Tak & Wak*

Sprecher der Titelhelden sowie aller anderen Charaktere ist in allen Spielen Werner Kolk.
*Diese Ausgaben enthalten im „Empangsbildschirm“ innerhalb des Spiels ein anderes Design und passen sich grundsätzlich nicht den Jahreszeiten oder besonderen Anlässen an.

## Charaktere
Tak und Wak sind Fabelwesen, die den Spieler durch diese Aktivitäten begleiten. Tak ist ein gelbes Wesen mit roter Nase und blauen Schuhen. Er ist der schelmische Draufgänger im Vergleich zu Wak, welcher eher der Vorsichtigere von beiden ist. Wak ist ein blaues Wesen mit gelbem Scheitel und weißem Bauch. Weitere Figuren sind das Eichhörnchen Fips, der Marienkäfer Tupf und die Brieftaube Federchen.

## Fortführung des Projekts
Nach 2002 wurde von der französischen Domain Kidoclic.fr auf die britische Domain kidoclic.co.uk von Constructive Learning verwiesen (ursprünglich brainworksonline), die später nach web-land.net wechselte.

## Rezeption
Das österreichische Onlinemagazin GamingXP lobte im Test zu Tak & Wak: Entdecke unsere Erde die „zeitgemäße, aber nicht peinlich umgesetzte“ Sprache und die abwechslungsreiche Kombination aus Wissensvermittlung und Spiel als gelungen und unterhaltsam. Auch die jederzeit verfügbaren Hilfestellungen und Anleitungen wurden hervorgehoben. Kritisiert wurden die Aufforderung zur Registrierung nach Installation sowie eine im Programm integrierte Bestellfunktion für ein kostenpflichtiges Webmagazin. Besonders letzteres wurde als Abwertungsgrund aufgeführt. Außerdem vermisste Tester Peter Konhäusner das vom Hersteller versprochene Headset, das nicht der Packung beiliege, sondern erst nach Ausfüllen und Rücksendung einer Garantiekarte per Post nachgeliefert werde. Konhäusner empfahl Eltern während des Spielens anwesend zu sein, da mit Fragen der Kinder gerechnet werden müsse. Abgesehen davon sprach er jedoch eine Kaufempfehlung aus „für Kinder, die Interesse am Computer zeigen und auch Spaß beim Lernen haben wollen“.